# Крістіан Глінссон
Крістіан Неккві Глінссон (ісл. Kristian Nökkvi Hlynsson, 23 січня 2004, Оденсе, Данія) — ісландський футболіст, півзахисник нідерландського клубу «Твенте» та збірної Ісландії.

## Ігрова кар'єра

### Клубна
Крістіан Глінссон народився в данському місті Оденсе, але кар'єру футболіста починав в Ісландії в молодіжній команді клубу «Брєйдаблік». У 2019 році футболіст зіграв одну гру в першій команді «Брєйдабліка», а в січні 2020 року транзитом через англійський «Норвіч Сіті» перейшов до академії амстердамського «Аякса».
З 2020 року Глінссон виступав за дубль «Аякса» «Йонг Аякс» у тунірі Еерстедивізі. 7 жовтня 2021 року англійська газета The Guardian назвала його одним з 60-ти найкращих футболістів світу 2004 року народження. 19 серпня 2023 року в матчі чемпіонату Нідерландів проти роттердамського «Ексельсіора» Крістіан Глінссон дебютував за першу команду «Аякса». Також у сезоні 2023/24 футболіст брав участь у матчах Ліги Європи.

### Збірна
З 2018 року Крістан Глінссон виступав за юнацькі та молодіжну збірні Ісландії.
Перший виклик до національної збірної Ісландії Глінссон отримав у червні 2023 року. Та свою першу гру у збірній футболіст провів 16 листопада того року, коли вийшов у стартовому складі на матч відбору до Євро 2024 проти команди Словаччини.

## Особисте життя
Старший брат Крістіана Аґуст Глюнссон також професійний футболіст, півзахисник данського клубу «Академіск БК».